# Arthur Viana
Arthur Rodrigues Viana (* 10. Februar 2004 oder 10. April 2004 in Gravataí) ist ein brasilianischer Fußballspieler.

## Karriere
Arthur Viana erlernte das Fußballspielen in der Jugend von Grêmio Porto Alegre und Cruzeiro Belo Horizonte. Seinen ersten Vertrag unterschrieb er 2024 bei seinem Jugendverein Cruzeiro Belo Horizonte. Der Verein aus Belo Horizonte spielte in der ersten Liga, der Série A. Hier bestritt er 2024 drei Erstligaspiele. Im Februar 2025 wechselte er auf Leihbasis zum japanischen Zweitligisten Ehime FC.